# Odontomyia disparina
Odontomyia disparina är en tvåvingeart som först beskrevs av Lindner 1935.  Odontomyia disparina ingår i släktet Odontomyia och familjen vapenflugor.
Artens utbredningsområde är Zimbabwe. Inga underarter finns listade i Catalogue of Life.